# Booker-díj
A Booker-díj (korábban Man Booker-díj) brit irodalmi díj, melyet a francia Goncourt-díj mintájára 1968-ban alapított a Booker élelmiszeripari vállalat.  Az 50 000 ezer fontos pénzjutalommal járó díjjal az év legjobb angol nyelvű regényét jutalmazzák.

## A díj
2014 előtt csak olyan író kaphatta a díjat, aki Nagy-Britannia, Írország vagy a Nemzetközösség állampolgára volt. Egy 2013-as döntés értelmében 2014-től bármilyen angol nyelven alkotó író elnyerheti a díjat, ami elsősorban az amerikai írók előtt nyit meg új lehetőséget. 
A díjat odaítélő zsűri kritikusokból, írókból és akadémikusokból áll. 2002–2019 között a hivatalos elnevezése Man Booker-díj volt, mivel a felajánlott összeget a Man Group befektetői csoport adományozta. A Man Group 2019 elején bejelentette, hogy ez lesz az utolsó év, amikor szponzorálják a díjat. A Crankstart jótékonysági intézmény jelentkezett, hogy a következő öt évben szponzorálja a díjat. A díj nevét megváltoztatták Booker-díjra.
A „hosszú listát”, amelyen az összes figyelmet érdemlőnek minősített regény szerepel, először 2001-ben hozták nyilvánosságra (addig csak a döntősök nevét jelentették meg a díj odaítélése előtt). Akkor 24 könyvet tartalmazott, 2002-ben 20-at, 2003-ban 23-at. A kiadók ajánlhatnak könyveket a listára, és a zsűri tagjai is választhatnak saját hatáskörben a kiírásnak megfelelő művek közül. 2003-ban 110 kiadói ajánlás volt, és 10-et javasoltak a zsűritagok.
1992 óta létezik egy orosz verziója is, az Orosz Booker-díj, az újonnan alapított Nemzetközi Booker-díjat pedig 2005-ben osztották ki először.

## Néhány statisztikai adat
(2003-ra vonatkoztatva):
- Az első 35 évben 201 regény és 134 szerző szerepelt a döntőben.
- Közülük 97-et csak egyszer jelöltek, ebből 13 díjazott és 3 megosztott díjnyertes volt.
- 19 szerzőt jelöltek kétszer, közöttük 7 díjazott és egy kétszeres díjazott van (J. M. Coetzee).
- 10 szerzőt jelöltek háromszor, közülük négyen nyertek egyszer, egy társdíjazott volt, és egyiküket, Peter Careyt jutalmazták kétszer.
- Az 5 négyszeres jelölt közül William Trevoron kívül mindenki egyszer nyert, ők Ian McEwan, Salman Rushdie, Thomas Keneally és Penelope Fitzgerald.
- Egy ötszörös jelölt Beryl Bainbridge (kétszer jelölték az 1970-es években és háromszor az 1990-es években, de sohasem nyert).
- Két hatszoros jelölt van: Margaret Atwood, (aki először 1986-ban került a rövid listára, és 2000-ben nyert, majd 2019-ben újra) és  Iris Murdoch, aki 1978-ban, negyedik jelölésekor nyert, és az 1980-as években még kétszer felterjesztették.

## Eddigi díjazottak időrendben
| Év   | Szerző                        | Mű angol címe                      | Mű magyar címe                            |
| ---- | ----------------------------- | ---------------------------------- | ----------------------------------------- |
| 1969 | Percy Howard Newby            | Something to Answer for            | –                                         |
| 1970 | Bernice Rubens                | The Elected Member                 | –                                         |
| 1971 | Vidiadhar Surajprasad Naipaul | In a Free State                    | –                                         |
| 1972 | John Berger                   | G                                  | G                                         |
| 1973 | James Gordon Farrell          | The Siege of Krishnapur            | –                                         |
| 1974 | Nadine Gordimer               | The Conservationist                | Az őrző                                   |
| 1974 | Stanley Middleton             | Holiday                            | –                                         |
| 1975 | Ruth Prawer Jhabvala          | Heat and Dust                      | –                                         |
| 1976 | David Storey                  | Saville                            | Saville                                   |
| 1977 | Paul Scott                    | Staying On                         | –                                         |
| 1978 | Iris Murdoch                  | The Sea, the Sea                   | A tenger, a tenger                        |
| 1979 | Penelope Fitzgerald           | Offshore                           | A part mentén                             |
| 1980 | William Golding               | Rites of Passage                   | Beavatás                                  |
| 1981 | Salman Rushdie                | Midnight's Children                | Az éjfél gyermekei                        |
| 1982 | Thomas Keneally               | Schindler's Arc                    | Schindler bárkája                         |
| 1983 | John Maxwell Coetzee          | Life and Times of Michael K        | Michael K élete és kora                   |
| 1984 | Anita Brookner                | Hotel du Lac                       | Tóparti szálloda                          |
| 1985 | Keri Hulme                    | The Bone People                    | –                                         |
| 1986 | Kingsley Amis                 | The Old Devils                     | –                                         |
| 1987 | Penelope Lively               | Moon Tiger                         | –                                         |
| 1988 | Peter Carey                   | Oscar & Lucinda                    | –                                         |
| 1989 | Kazuo Ishiguro                | The Remains of the Day             | A főkomornyik szabadsága ill.Napok romjai |
| 1990 | Antonia Susan Byatt           | Possession                         | Mindenem                                  |
| 1991 | Ben Okri                      | The Famished Road                  | –                                         |
| 1992 | Michael Ondaatje              | The English Patient                | Az angol beteg                            |
| 1992 | Barry Unsworth                | Sacred Hunger                      | –                                         |
| 1993 | Roddy Doyle                   | Paddy Clarke Ha Ha Ha              | –                                         |
| 1994 | James Kelman                  | How Late it was, How Late          | –                                         |
| 1995 | Pat Barker                    | The Ghost Road                     | –                                         |
| 1996 | Graham Swift                  | Last Orders                        | Utolsó kívánság                           |
| 1997 | Arundhati Roy                 | The God of Small Things            | Az apró dolgok istene                     |
| 1998 | Ian McEwan                    | Amsterdam                          | Amszterdam                                |
| 1999 | John Maxwell Coetzee          | Disgrace                           | Szégyen                                   |
| 2000 | Margaret Atwood               | The Blind Assassin                 | A vak bérgyilkos                          |
| 2001 | Peter Carey                   | The True History of the Kelly Gang | Ned Kelly balladája                       |
| 2002 | Yann Martel                   | Life of Pi                         | Pi élete                                  |
| 2003 | D. B. C. Pierre               | Vernon God Little                  | Vernon Little, az isten                   |
| 2004 | Alan Hollinghurst             | The Line of Beauty                 | A szépség vonala                          |
| 2005 | John Banville                 | The Sea                            | A tenger                                  |
| 2006 | Kiran Desai                   | The Inheritance of Loss            | –                                         |
| 2007 | Anne Enright                  | The Gathering                      | A gyászoló gyülekezet                     |
| 2008 | Aravind Adiga                 | The White Tiger                    | A fehér tigris                            |
| 2009 | Hilary Mantel                 | Wolf Hall                          | Farkasbőrben                              |
| 2010 | Howard Jacobson               | The Finkler Question               | A Finkler-kérdés                          |
| 2011 | Julian Barnes                 | The Sense of an Ending             | Felfelé folyik, hátrafelé lejt            |
| 2012 | Hilary Mantel                 | Bring Up the Bodies                | Holtaknak menete                          |
| 2013 | Eleanor Catton                | The Luminaries                     | A fényességek                             |
| 2014 | Richard Flanagan              | The Narrow Road to the Deep North  | Keskeny út északra                        |
| 2015 | Marlon James                  | A Brief History of Seven Killings  | –                                         |
| 2016 | Paul Beatty                   | The Sellout                        | –                                         |
| 2017 | George Saunders               | Lincoln in the Bardo               | Lincoln és a bardó                        |
| 2018 | Anna Burns                    | The Troubles                       | Bajok                                     |
| 2019 | Margaret Atwood               | The Testaments                     | Testamentumok                             |
| 2019 | Bernardine Evaristo           | Girl, Woman, Other                 | –                                         |
| 2020 | Douglas Stuart                | Shuggie Bain                       | Shuggie Bain                              |
| 2021 | Damon Galgut                  | The Promise                        | Az ígéret                                 |
| 2022 | Shehan Karunatilaka           | The Seven Moons of Maali Almeida   |                                           |
| 2023 | Paul Lynch                    | Prophet Song                       |                                           |
| 2024 | Samantha Harvey               | Orbital                            |                                           |